# American Airlines Arena
Kaseya Center (tidligere FTX Arena og American Airlines Arena) er en sportsarena i Miami i Florida, USA, der er hjemmebane for NBA-holdet Miami Heat. Arenaen har plads til ca. 20.000 tilskuere, og blev indviet den 31. december 1999.